# Copa Davis 2023
La Copa Davis 2023, també coneguda com a Davis Cup by Rakuten 2023, correspon a la 111a edició del torneig de tennis masculí més important per nacions.
L'equip italià va guanyar el segon títol de la seva història, gairebé cinquanta anys després ja que el primer el van aconseguir l'any 1976. En la final va derrotar l'equip australià, que va perdre la seva segona final consecutiva.

## Davis Cup Finals
- Fase grups:
  - 12-17 de setembre de 2023
- Fase final:
  - 22-26 de novembre de 2023
  - Palacio de Deportes José María Martín Carpena, Màlaga (Espanya)

16 equips nacionals participen en l'esdeveniment classificats de la següent forma:
- 2 equips finalistes de les finals de l'edició anterior (Austràlia, Canadà).
- 12 equips guanyadors de la fase de classificació.
- 2 equips convidats (Itàlia, Espanya).

| Austràlia (F) | Canadà (G)    | Croàcia (A)    | Finlàndia    |
| Corea del Sud | França        | Espanya (A)(C) | Estats Units |
| Itàlia (A)(C) | Països Baixos | Regne Unit (A) | Sèrbia       |
| Suècia        | Suïssa        | Txèquia        | Xile         |

### Fase de grups
| Grup | Primer        | Primer | Primer | Primer | Segon     | Segon | Segon | Segon | Tercer       | Tercer | Tercer | Tercer | Quart         | Quart | Quart | Quart |
| Grup | País          | E      | P      | S      | País      | E     | P     | S     | País         | E      | P      | S      | País          | E     | P     | S     |
| ---- | ------------- | ------ | ------ | ------ | --------- | ----- | ----- | ----- | ------------ | ------ | ------ | ------ | ------------- | ----- | ----- | ----- |
| A    | Canadà        | 3−0    | 8−1    | 16−6   | Itàlia    | 2−1   | 5−4   | 13−10 | Xile         | 1−2    | 4−5    | 11−11  | Suècia        | 0−3   | 1−8   | 3−18  |
| B    | Regne Unit    | 3−0    | 6−3    | 13−11  | Austràlia | 2−1   | 6−3   | 20−6  | França       | 1−2    | 5−4    | 12−10  | Suïssa        | 0−3   | 1−8   | 4−22  |
| C    | Txèquia       | 3−0    | 9−0    | 18−4   | Sèrbia    | 2−0   | 6−3   | 13−8  | Espanya      | 1−2    | 2−7    | 6−14   | Corea del Sud | 0−3   | 1−8   | 6−17  |
| D    | Països Baixos | 2−1    | 5−4    | 13−11  | Finlàndia | 2−1   | 6−3   | 13−9  | Estats Units | 1−2    | 3−6    | 10−14  | Croàcia       | 1−2   | 4−5   | 11−12 |

### Quadre
|  | Quarts de final | Quarts de final | Quarts de final |                |           | Semifinals | Semifinals     | Semifinals |  |   | Final     | Final | Final |
|  |                 |                 |                 |                |           |            |                |            |  |   |           |       |       |
|  | 21 de novembre  |                 |                 |                |           |            |                |            |  |   |           |       |       |
|  | 1               | Canadà          | 1               |                |           |            |                |            |  |   |           |       |       |
|  | 1               | Canadà          | 1               | 24 de novembre |           |            |                |            |  |   |           |       |       |
|  |                 | Finlàndia       | 2               |                |           |            |                |            |  |   |           |       |       |
|  |                 | Finlàndia       | 2               |                | Finlàndia | 0          |                |            |  |   |           |       |       |
|  | 22 de novembre  |                 |                 |                | Finlàndia | 0          |                |            |  |   |           |       |       |
|  |                 | 2               | Austràlia       | 2              |           |            |                |            |  |   |           |       |       |
|  |                 | 2               | Austràlia       | 2              | Txèquia   | 1          |                |            |  |   |           |       |       |
|  |                 |                 |                 |                | Txèquia   | 1          | 26 de novembre |            |  |   |           |       |       |
|  | 2               | Austràlia       | 2               |                |           |            |                |            |  |   |           |       |       |
|  | 2               | Austràlia       | 2               |                |           |            |                |            |  | 2 | Austràlia | 0     |       |
|  | 23 de novembre  |                 |                 |                |           |            |                |            |  | 2 | Austràlia | 0     |       |
|  |                 |                 | Itàlia          | 2              |           |            |                |            |  |   |           |       |       |
|  |                 | Itàlia          | Itàlia          | 2              | 2         |            |                |            |  |   |           |       |       |
|  |                 | Itàlia          | 25 de novembre  |                | 2         |            |                |            |  |   |           |       |       |
|  |                 | Països Baixos   | 1               |                |           |            |                |            |  |   |           |       |       |
|  |                 | Països Baixos   | 1               |                | Itàlia    | 2          |                |            |  |   |           |       |       |
|  | 23 de novembre  |                 |                 |                | Itàlia    | 2          |                |            |  |   |           |       |       |
|  |                 |                 | Sèrbia          | 1              |           |            |                |            |  |   |           |       |       |
|  |                 | Sèrbia          | Sèrbia          | 1              | 2         |            |                |            |  |   |           |       |       |
|  |                 | Sèrbia          |                 |                | 2         |            |                |            |  |   |           |       |       |
|  |                 | Regne Unit      | 0               |                |           |            |                |            |  |   |           |       |       |

### Final
| · Austràlia · 0 | Martín Carpena, Màlaga, Espanya 26 de novembre de 2023 Dura interior | Martín Carpena, Màlaga, Espanya 26 de novembre de 2023 Dura interior | · Itàlia · 2 |     |     |             |
| \| \| \| \| 1 \| 2 \| 3 \| \| \| - \| ------------------ \| ----------------------------------------------------------- \| --- \| --- \| --- \| ----------- \| \| 1 \| Austràlia · Itàlia \| Alexei Popyrin Matteo Arnaldi \| 5 7 \| 6 2 \| 4 6 \| \| \| 2 \| Austràlia · Itàlia \| Alex de Minaur Jannik Sinner \| 3 6 \| 0 6 \| \| \| \| 3 \| Austràlia · Itàlia \| Matthew Ebden / Max Purcell Simone Bolelli / Lorenzo Sonego \| \| \| \| no disputat \| |                                                                      |                                                                      |              |     |     |             |
| |                                                                      |                                                                      | 1            | 2   | 3   |             |
| 1 | Austràlia · Itàlia                                                   | Alexei Popyrin Matteo Arnaldi                                        | 5 7          | 6 2 | 4 6 |             |
| 2 | Austràlia · Itàlia                                                   | Alex de Minaur Jannik Sinner                                         | 3 6          | 0 6 |     |             |
| 3 | Austràlia · Itàlia                                                   | Matthew Ebden / Max Purcell Simone Bolelli / Lorenzo Sonego          |              |     |     | no disputat |

## Fase classificació
Dates: 3 i 5 de febrer de 2023
24 equips nacionals participen per classificar-se per la fase final en sèries basades en el format local-visitant tradicional de la Copa Davis per omplir les 12 places restants de la fase final. Equips classificats de la següent forma:
- 12 equips no finalistes en les finals anteriors excepte els equips convidats.
- 12 equips guanyadors del Grup Mundial I continentals.

| Seu (superfície)                                                            | Equip local        | Resultat | Equip visitant       |
| --------------------------------------------------------------------------- | ------------------ | -------- | -------------------- |
| Sportska Dvorana Zamet, Rijeka, Croàcia (dura interior)                     | Croàcia (1)        | 3 − 1    | Àustria              |
| Tatabánya Multifunctional Arena, Tatabánya, Hongria (dura interior)         | Hongria            | 2 − 3    | França (2)           |
| Olympic Tennis School, Taixkent, Uzbekistan (dura interior)                 | Uzbekistan         | 0 − 4    | Estats Units (3)     |
| Arena Trier, Trèveris, Alemanya (dura interior)                             | Alemanya (4)       | 2 − 3    | Suïssa               |
| Pueblo Viejo Country Club, Cota, Colòmbia (terra batuda)                    | Colòmbia           | 1 − 3    | Regne Unit (5)       |
| Oslo Tennisarena, Oslo, Noruega (dura interior)                             | Noruega            | 0 − 4    | Sèrbia (6)           |
| Campus Trentino, La Serena, Xile (terra batuda)                             | Xile               | 3 − 1    | Kazakhstan (7)       |
| Olympic Tennis Court, Seül, Corea del Sud (dura interior)                   | Corea del Sud      | 3 − 2    | Bèlgica (8)          |
| The Royal Tennis Hall, Estocolm, Suècia (dura interior)                     | Suècia (9)         | 3 − 1    | Bòsnia i Hercegovina |
| MartiniPlaza Groningen, Groningen, Països Baixos (dura interior)            | Països Baixos (10) | 4 − 0    | Eslovàquia           |
| Espoo Metro Arena, Espoo, Finlàndia (dura interior)                         | Finlàndia          | 3 − 1    | Argentina (11)       |
| Complexo Municipal de Ténis da Maia, Maia, Portugal (terra batuda interior) | Portugal           | 1 − 3    | Txèquia (12)         |

## Grup Mundial I
Data: 14−17 de setembre de 2023

24 equips nacionals van participar en el Grup Mundial I. Equips classificats de la següent forma:
- 12 equips perdedors de la fase de classificació
- 12 equips guanyadors de la fase de classificació del Grup I

| Seu (superfície)                                                      | Equip local          | Resultat | Equip visitant |
| --------------------------------------------------------------------- | -------------------- | -------- | -------------- |
| Tennis Club Mostar, Mostar, Bòsnia i Hercegovina (terra batuda)       | Bòsnia i Hercegovina | 0 − 4    | Alemanya (1)   |
| National Tennis Centre, Sofia, Bulgària (terra batuda)                | Bulgària             | 1 − 3    | Kazakhstan (2) |
| Sporthal Alverberg, Hasselt, Bèlgica (dura interior)                  | Bèlgica (3)          | 3 − 1    | Uzbekistan     |
| Buenos Aires Lawn Tennis Club, Buenos Aires, Argentina (terra batuda) | Argentina (4)        | 4 − 0    | Lituània       |
| Garikula Tennis Club, Kaspi, Geòrgia (dura)                           | Ucraïna              | 3 − 2    | Colòmbia (5)   |
| Helikon Teniszcentrum, Keszthely, Hongria (terra batuda)              | Hongria (6)          | 4 − 0    | Turquia        |
| Shlomo Group Arena, Tel-Aviv, Israel (dura interior)                  | Israel               | 3 − 2    | Japó (7)       |
| Multiversum Schwechat, Schwechat, Àustria (dura interior)             | Àustria (8)          | 1 − 3    | Portugal       |
| Panathenaic Stadium, Atenes, Grècia (dura)                            | Grècia               | 1 − 3    | Eslovàquia (9) |
| Club Lawn Tennis de La Exposición, Lima, Perú (terra batuda)          | Perú                 | 4 − 1    | Noruega (10)   |
| Tennis Club IDU, Constanța, Romania (terra batuda)                    | Romania (11)         | 1 − 3    | Xina Taipei    |
| Royal Stage, Hillerød, Dinamarca (dura interior)                      | Dinamarca            | 1 − 3    | Brasil (12)    |

### Fase de classificació
Dates: 3 i 5 de febrer de 2023
24 equips nacionals van participar en aquesta fase per classificar-se per les dotze places del Grup Mundial I, mentre que els dotze vençuts van disputar el Grup Mundial II. Equips classificats de la següent forma:
- 12 equips perdedors dels Grup Mundial I de l'edició anterior.
- 12 equips guanyadors dels Grup Mundial II de l'edició anterior.

| Seu (superfície)                                                   | Equip local       | Resultat | Equip visitant      |
| ------------------------------------------------------------------ | ----------------- | -------- | ------------------- |
| Bourbon Beans Dome, Miki, Japó (dura interior)                     | Japó (1)          | 4 − 0    | Polònia             |
| Complex Olímpic d'Esports d'Atenes, Atenes, Grècia (dura interior) | Grècia            | 3 − 1    | Equador (2)         |
| Estadio Guga Kuerten, Florianópolis, Brasil (terra batuda)         | Brasil            | 4 − 0    | R.P. de la Xina (3) |
| Royal Stage, Hillerød, Dinamarca (dura interior)                   | Dinamarca         | 3 − 2    | Índia (4)           |
| Lawn Tennis Association, Nonthaburi, Tailàndia (dura)              | Tailàndia         | 2 − 3    | Romania (5)         |
| Arena Riga, Riga, Letònia (dura interior)                          | Letònia           | 2 − 3    | Israel (6)          |
| Estadio Asia, Lima, Perú (terra batuda)                            | Perú (7)          | 4 − 0    | Irlanda             |
| Club Deportivo La Asunción, Metepec, Mèxic (terra batuda)          | Mèxic (8)         | 1 − 3    | Xina Taipei         |
| Leszno Tennis Club, Leszno, Polònia (dura interior)                | Ucraïna (9)       | 3 − 1    | Líban               |
| Enka Spor Kulubu, Istanbul, Turquia (dura interior)                | Turquia (10)      | 4 − 0    | Eslovènia           |
| SEB Arena, Vílnius, Lituània (dura interior)                       | Lituània          | 4 − 0    | Pakistan (11)       |
| Wilding Park, Christchurch, Nova Zelanda (dura)                    | Nova Zelanda (12) | 1 − 3    | Bulgària            |

## Grup Mundial II
Data: 14−17 de setembre de 2023
24 equips nacionals van participar en el Grup Mundial I. Equips classificats de la següent forma:
- 12 equips perdedors de la fase de classificació del Grup I
- 12 equips guanyadors de la fase de classificació del Grup II

| Seu (superfície)                                                                 | Equip local      | Resultat | Equip visitant  |
| -------------------------------------------------------------------------------- | ---------------- | -------- | --------------- |
| Monte Carlo Country Club, Ròcabruna, França (terra batuda)                       | Mònaco           | 1 − 3    | Equador (1)     |
| Mini Stadium, Lucknow, Índia (dura)                                              | Índia (2)        | 4 − 1    | Marroc          |
| ILT Stadium, Invercargill, Nova Zelanda (dura interior)                          | Nova Zelanda (3) | 3 − 1    | Tailàndia       |
| Lorenzo Molina Casares, Mérida, Mèxic (terra batuda)                             | Mèxic (4)        | 3 − 1    | R.P. de la Xina |
| Pakistan Sports Complex, Islamabad, Pakistan (gespa)                             | Pakistan (5)     | 5 − 0    | Indonèsia       |
| Carrasco Lawn Tennis Club, Montevideo, Uruguai (terra batuda)                    | Uruguai (6)      | 1 − 3    | Egipte          |
| Automobile and Touring Club of Lebanon, Joünié, Líban (terra batuda)             | Líban (7)        | 4 − 0    | Jamaica         |
| Tenis Center Tivoli, Ljubljana, Eslovènia (terra batuda)                         | Eslovènia (8)    | 2 − 3    | Luxemburg       |
| Garikula Tennis Club, Kaspi, Geòrgia (dura)                                      | Geòrgia          | 3 − 1    | Tunísia (9)     |
| Complejo de Tenis Marcelo 'Chelo' Arevalo, Sonsonate, El Salvador (terra batuda) | El Salvador (10) | 1 − 4    | Irlanda         |
| Victoria Park Tennis Stadium, Hong Kong (dura)                                   | Hong Kong (11)   | 2 − 3    | Letònia         |
| Akademia Tenis Kozerki, Grodzisk Mazowiecki, Polònia (dura)                      | Polònia (12)     | 4 − 0    | Barbados        |

### Fase de classificació
Dates: 3 i 5 de febrer de 2023
24 equips nacionals van participar en aquesta fase per classificar-se per les dotze places del Grup Mundial II, mentre que els dotze vençuts van disputar els respectius Grups Mundials III continentals. Equips classificats de la següent forma:
- 12 equips perdedors dels Grup Mundial II de l'edició anterior.
- 12 equips guanyadors dels Grups Mundials III continentals de l'edició anterior.
  - 3 provinents d'Europa.
  - 3 provinents d'Àsia/Oceania.
  - 3 provinents d'Amèrica.
  - 3 provinents d'Àfrica.

| Seu (superfície)                                                            | Equip local   | Resultat | Equip visitant           |
| --------------------------------------------------------------------------- | ------------- | -------- | ------------------------ |
| Harare Sports Club, Harare, Zimbàbue (dura)                                 | Zimbàbue      | 2 − 3    | Uruguai (1)              |
| Leszno Tennis Club, Leszno, Polònia (dura interior)                         | Geòrgia       | 4 − 0    | Bolívia (2)              |
| Courts de Tennis - Cité Nationale Sportive El Menzah, Tunis, Tunísia (dura) | Tunísia (3)   | 3 − 2    | Xipre                    |
| Centre National de Tennis, Esch-sur-Alzette, Luxemburg (dura interior)      | Luxemburg     | 4 − 1    | Sud-àfrica (4)           |
| National Tennis Centre, Bridgetown, Barbados (dura)                         | Barbados (5)  | 3 − 2    | Pacific Oceania          |
| Monte Carlo Country Club, Ròcabruna, França (terra batuda)                  | Mònaco        | 4 − 0    | República Dominicana (6) |
| Centro Nacional de Tenis, Puerto Cabello, Veneçuela (dura)                  | Veneçuela     | 1 − 3    | Hong Kong (7)            |
| Jordan Tennis Federation Courts, Amman, Jordània (dura interior)            | Jordània      | 1 − 3    | El Salvador (8)          |
| Eric Bell National Tennis Centre, Kingston, Jamaica (dura)                  | Jamaica       | 3 − 2    | Estònia (9)              |
| El Gezira Sporting Club, El Caire, Egipte (terra batuda)                    | Egipte (10)   | 3 − 2    | Paraguai                 |
| Le Central Tennis Club, Abidjan, Costa d'Ivori (dura)                       | Costa d'Ivori | 1 − 3    | Marroc (11)              |
| Hanaka Paris Ocean Park, Tu Son, Vietnam (dura interior)                    | Vietnam       | 2 − 3    | Indonèsia (12)           |

## Grup III

### Sector Àfrica
Les eliminatòries es van disputar entre els dies 7 i 13 d'agost de 2023 sobre pista dura a la Universitat de Pretòria de Pretòria (Sud-àfrica). Els equips es van dividir en dos grups de quatre equips, on els guanyadors de cada grup més el guanyador de l'enfrontament entre els dos segons, es van classificar per disputar la següent edició de la fase classificatòria del Grup Mundial II, mentre que el pitjor de cada grup van descendir al grup IV del sector africà.
Grup A
|               | Algèria | Costa d'Ivori | Sud-àfrica | Togo | V − D | Partits | Pos. |
| Algèria       |         | 1−2           | 0−3        | 1−2  | 0 − 3 | 2 − 7   | 4    |
| Costa d'Ivori | 2−1     |               | 1−2        | 1−2  | 1 − 2 | 4 − 5   | 3    |
| Sud-àfrica    | 3−0     | 2−1           |            | 3−0  | 3 − 0 | 8 − 1   | 1    |
| Togo          | 2−1     | 2−1           | 0−3        |      | 2 − 1 | 4 − 5   | 2    |

Grup B
|          | Benín | Namíbia | Senegal | Zimbàbue | V − D | Partits | Pos. |
| Benín    |       | 2−1     | 2−1     | 1−2      | 2 − 1 | 5 − 4   | 2    |
| Namíbia  | 1−2   |         | 2−1     | 2−1      | 2 − 1 | 5 − 4   | 3    |
| Senegal  | 1−2   | 1−2     |         | 1−2      | 0 − 3 | 3 − 6   | 4    |
| Zimbàbue | 2−1   | 1−2     | 2−1     |          | 2 − 1 | 5 − 4   | 1    |

Play-offs
| Ronda   | Subronda     | Equip A       | Resultat | Equip B  |
| ------- | ------------ | ------------- | -------- | -------- |
| Ascens  | Primer/Segon | Sud-àfrica    | 3 − 0    | Zimbàbue |
| Ascens  | Promoció     | Togo          | 2 − 1    | Benín    |
| Descens |              | Costa d'Ivori | 2 − 0    | Senegal  |
| Descens | Algèria      | 1 − 2         | Namíbia  |          |

### Sector Amèrica
Les eliminatòries es van disputar entre els dies 19 i 25 de juny 2023 sobre terra batuda al Club Internacional de Tenis d'Asunción (Paraguai). Els equips es van dividir en dos grups de quatre i cinc equips, on el primer de cada grup més el guanyador de l'enfrontament entre els dos segons, es van classificar per disputar la següent edició de la fase classificatòria del Grup Mundial II, mentre que el cinquè classificat i el perdedor de l'enfrontament entre els dos quarts de cada grup van descendir al grup IV del sector americà.
Grup A
|           | Bermudes | Bolívia | Panamà | Veneçuela | V − D | Partits | Pos. |
| Bermudes  |          | 0−3     | 3−0    | 1−2       | 1 − 2 | 4 − 5   | 3    |
| Bolívia   | 3−0      |         | 3−0    | 3−0       | 3 − 0 | 9 − 0   | 1    |
| Panamà    | 0−3      | 0−3     |        | 0−3       | 0 − 3 | 0 − 9   | 4    |
| Veneçuela | 2−1      | 0−3     | 3−0    |           | 2 − 1 | 5 − 4   | 2    |

Grup B
|                      | Bahames | Costa Rica | República Dominicana | Hondures | Paraguai | V − D | Partits | Pos. |
| Bahames              |         | 0−3        | 1−2                  | 3−0      | 0−3      | 1 − 3 | 4 − 8   | 4    |
| Costa Rica           | 3−0     |            | 2−1                  | 2−1      | 0−3      | 3 − 1 | 7 − 5   | 2    |
| República Dominicana | 2−1     | 1−2        |                      | 2−1      | 1−2      | 2 − 2 | 6 − 6   | 3    |
| Hondures             | 0−3     | 1−2        | 1−2                  |          | 0−3      | 0 − 4 | 2 − 10  | 5    |
| Paraguai             | 3−0     | 3−0        | 2−1                  | 3−0      |          | 4 − 0 | 11 − 1  | 1    |

Play-offs
| Ronda       | Subronda     | Equip A   | Resultat | Equip B              |
| ----------- | ------------ | --------- | -------- | -------------------- |
| Ascens      | Primer/Segon | Bolívia   | 1 − 2    | Paraguai             |
| Ascens      | Promoció     | Veneçuela | 0 − 2    | Costa Rica           |
| Cinquè/Sisè |              | Bermudes  | 2 − 1    | República Dominicana |
| Descens     |              | Panamà    | 0 − 2    | Bahames              |
| Descens     |              | Hondures  |          |                      |

### Sector Àsia/Oceania
Les eliminatòries es van disputar entre els dies 26 i 29 de juliol de 2023 sobre terra batuda al Sri Lanka Tennis Association Courts de Colombo (Sri Lanka). Els equips es van dividir en dos grups de quatre equips, on els guanyadors de cada grup més el guanyador de l'enfrontament entre els dos segons, es van classificar per disputar la següent edició de la fase classificatòria del Grup Mundial II, mentre que el pitjor de cada grup van descendir al grup IV del sector.
Grup A
|                | Aràbia Saudita | Iran | Sri Lanka | Vietnam | V − D | Partits | Pos. |
| Aràbia Saudita |                | 1−2  | 2−1       | 1−2     | 1−2   | 4−5     | 3    |
| Iran           | 2−1            |      | 3−0       | 3−0     | 3−0   | 8−1     | 1    |
| Sri Lanka      | 1−2            | 0−3  |           | 1−2     | 0−3   | 2−7     | 4    |
| Vietnam        | 2−1            | 0−3  | 2−1       |         | 2−1   | 4−5     | 2    |

Grup B
|                 | Cambodja | Jordània | Malàisia | Pacific Oceania | V − D | Partits | Pos. |
| Cambodja        |          | 0−3      | 0−3      | 0−3             | 0−3   | 0−9     | 4    |
| Jordània        | 3−0      |          | 2−1      | 1−2             | 2−1   | 6−3     | 2    |
| Malàisia        | 3−0      | 1−2      |          | 2−1             | 2−1   | 6−3     | 3    |
| Pacific Oceania | 3−0      | 2−1      | 1−2      |                 | 2−1   | 6−3     | 1    |

Play-offs
| Ronda   | Subronda     | Equip A        | Resultat | Equip B         |
| ------- | ------------ | -------------- | -------- | --------------- |
| Ascens  | Primer/Segon | Iran           | 2 − 0    | Pacific Oceania |
| Ascens  | Promoció     | Vietnam        | 2 − 1    | Jordània        |
| Descens |              | Aràbia Saudita | 3 − 0    | Cambodja        |
| Descens | Sri Lanka    | 1 − 2          | Malàisia |                 |

### Sector Europa
Les eliminatòries es van disputar entre els dies 12 i 18 de juny 2023 sobre pista dura a l'Herodotou Tennis Academy de Làrnaca (Xipre). Els equips es van dividir en dos grups de tres i quatre equips, on el guanyador de cada grup més el guanyador de l'enfrontament entre els dos segons, es van classificar per disputar la següent edició de la fase classificatòria del Grup Mundial II, mentre que el quart classificat i el perdedor de l'enfrontament entre els dos tercers de cada grup van descendir al grup IV del sector europeu.
Grup A
|            | Estònia | Montenegro | San Marino | V − D | Partits | Pos. |
| Estònia    |         | 2−1        | 3−0        | 2 − 0 | 5 − 1   | 1    |
| Montenegro | 1−2     |            | 3−0        | 1 − 1 | 4 − 2   | 2    |
| San Marino | 0−3     | 0−3        |            | 0 − 2 | 0 − 6   | 3    |

Grup B
|                    | Macedònia del Nord | Malta | Moldàvia | Xipre | V − D | Partits | Pos. |
| Macedònia del Nord |                    | 2−1   | 0−3      | 0−3   | 1 − 2 | 2 − 7   | 3    |
| Malta              | 1−2                |       | 0−3      | 0−3   | 0 − 3 | 1 − 8   | 4    |
| Moldàvia           | 3−0                | 3−0   |          | 3−0   | 3 − 0 | 9 − 0   | 1    |
| Xipre              | 3−0                | 3−0   | 0−3      |       | 2 − 1 | 6 − 3   | 2    |

Play-offs
| Ronda   | Subronda     | Equip A    | Resultat | Equip B            |
| ------- | ------------ | ---------- | -------- | ------------------ |
| Ascens  | Primer/Segon | Estònia    | 2 − 0    | Moldàvia           |
| Ascens  | Promoció     | Montenegro | 0 − 2    | Xipre              |
| Descens |              | San Marino | 1 − 2    | Macedònia del Nord |
| Descens |              | Malta      |          |                    |

## Grup IV

### Sector Àfrica
Les eliminatòries es van disputar entre els dies 17 i 23 de juliol de 2023 sobre terra batuda al Ecology Tennis Club de Kigali (Ruanda). Els equips es van dividir en dos grups de quatre equips, on els dos guanyadors de cada grup es van enfrontar en una eliminatòria creuada per decidir els dos països que van ascendir al grup III del sector africà. Els dos equips restants també es van enfrontar en una eliminatòria creuada per decidir els dos països que van descendir al grup V del sector africà.
Grup A
|          | Botswana | Camerun | Ghana | Kenya | V − D | Partits | Pos. |
| Botswana |          | 0−3     | 0−3   | 0−3   | 0 − 3 | 0 − 9   | 4    |
| Camerun  | 3−0      |         | 1−2   | 0−3   | 1 − 2 | 4 − 5   | 3    |
| Ghana    | 3−0      | 2−1     |       | 2−1   | 3 − 0 | 7 − 2   | 1    |
| Kenya    | 3−0      | 3−0     | 1−2   |       | 2 − 1 | 7 − 2   | 2    |

Grup B
|          | Angola | Moçambic | Nigèria | Ruanda | V − D | Partits | Pos. |
| Angola   |        | 2−1      | 0−3     | 1−2    | 1 − 2 | 3 − 6   | 3    |
| Moçambic | 1−2    |          | 0−3     | 0−3    | 0 − 3 | 1 − 8   | 4    |
| Nigèria  | 3−0    | 3−0      |         | 3−0    | 3 − 0 | 9 − 0   | 1    |
| Ruanda   | 2−1    | 3−0      | 0−3     |        | 2 − 1 | 5 − 4   | 2    |

Play-offs
| Ronda   | Equip A  | Resultat | Equip B  |
| ------- | -------- | -------- | -------- |
| Ascens  | Ghana    | 3 − 0    | Ruanda   |
| Ascens  | Kenya    | 1 − 2    | Nigèria  |
| Descens | Camerun  | 2 − 1    | Moçambic |
| Descens | Botswana | 1 − 2    | Angola   |

### Sector Amèrica
Les eliminatòries es van disputar entre els dies 31 de juliol i 5 d'agost de 2023 sobre pista dura al National Raquets Sports Centre de Tacarigua (Trinidad i Tobago). Els equips es van dividir en dos grups de quatre i cinc equips, on els dos guanyadors de cada grup es van enfrontar en una eliminatòria creuada per decidir els dos països que van ascendir al grup III del sector americà.
Grup A
|                         | Antigua i Barbuda | Cuba | Guatemala | Illes Verges Americanes | V − D | Partits | Pos. |
| Antigua i Barbuda       |                   | 2−1  | 1−2       | 2−1                     | 2 − 1 | 5 − 4   | 2    |
| Cuba                    | 1−2               |      | 0−3       | 1−2                     | 0 − 3 | 2 − 7   | 4    |
| Guatemala               | 2−1               | 3−0  |           | 2−1                     | 3 − 0 | 7 − 2   | 1    |
| Illes Verges Americanes | 1−2               | 2−1  | 1−2       |                         | 1 − 2 | 4 − 5   | 3    |

Grup B
|                   | Aruba | Haití | Nicaragua | Puerto Rico | Trinitat i Tobago | V − D | Partits | Pos. |
| Aruba             |       | 1−2   | 1−2       | 0−3         | 3−0               | 1 − 3 | 5 − 7   | 3    |
| Haití             | 2−1   |       | 0−3       | 0−3         | 1−2               | 1 − 3 | 3 − 9   | 4    |
| Nicaragua         | 2−1   | 3−0   |           | 1−2         | 3−0               | 3 − 1 | 9 − 3   | 2    |
| Puerto Rico       | 3−0   | 3−0   | 2−1       |             | 3−0               | 4 − 0 | 11 − 1  | 1    |
| Trinitat i Tobago | 0−3   | 2−1   | 0−3       | 0−3         |                   | 1 − 3 | 2 − 10  | 5    |

Play-offs
| Ronda       | Equip A                 | Resultat | Equip B           |
| ----------- | ----------------------- | -------- | ----------------- |
| Ascens      | Guatemala               | 2 − 1    | Nicaragua         |
| Ascens      | Antigua i Barbuda       | 0 − 2    | Puerto Rico       |
| Cinquè/Sisè | Illes Verges Americanes | 0 − 2    | Aruba             |
| Setè/Vuitè  | Cuba                    | 2 − 1    | Haití             |
| Novè        |                         |          | Trinitat i Tobago |

### Sector Àsia/Oceania
Les eliminatòries es van disputar entre els dies 18 i el 21 d'octubre de 2023 sobre pista dura al Megasaray Tennis Academy d'Antalya (Turquia). 
Grup A
|                     | Emirats Àrabs Units | Iraq | Singapur | Síria | V − D | Partits | Pos. |
| Emirats Àrabs Units |                     | 2−1  | 0−3      | 0−3   | 1 − 2 | 2 − 7   | 3    |
| Iraq                | 1−2                 |      | 0−3      | 0−3   | 0 − 3 | 1 − 8   | 4    |
| Singapur            | 3−0                 | 3−0  |          | 1−2   | 2 − 1 | 7 − 2   | 2    |
| Síria               | 3−0                 | 3−0  | 2−1      |       | 3 − 0 | 8 − 1   | 1    |

Grup B
|              | Guam | Kirguizstan | Kuwait | Turkmenistan | V − D | Partits | Pos. |
| Guam         |      | 0−3         | 0−3    | 2−1          | 1 − 2 | 2 − 7   | 3    |
| Kirguizstan  | 3−0  |             | 3−0    | 3−0          | 3 − 0 | 9 − 0   | 1    |
| Kuwait       | 3−0  | 0−3         |        | 3−0          | 2 − 1 | 3 − 6   | 2    |
| Turkmenistan | 1−2  | 0−3         | 0−3    |              | 0 − 3 | 1 − 8   | 4    |

Play-offs
| Ronda   | Equip A             | Resultat | Equip B      |
| ------- | ------------------- | -------- | ------------ |
| Ascens  | Síria               | 2 − 0    | Kuwait       |
| Ascens  | Singapur            | 2 − 0    | Kirguizstan  |
| Descens | Emirats Àrabs Units | 2 − 1    | Turkmenistan |
| Descens | Iraq                | 2 − 0    | Guam         |

### Sector Europa
Les eliminatòries es van disputar entre els dies 26 i el 29 de juliol de 2023 sobre terra batuda al Tennis Club Bellevue de Ulcinj (Montenegro). Els equips es van dividir en dos grups de tres i quatre equips, on els dos guanyadors de cada grup es van enfrontar en una eliminatòria creuada per decidir els dos països que van ascendir al grup III del sector europeu.
Grup A
|               | Andorra | Armènia | Liechtenstein | V − D | Partits | Pos. |
| Andorra       |         | 1−2     | 2−1           | 1 − 1 | 3 − 3   | 2    |
| Armènia       | 2−1     |         | 3−0           | 2 − 0 | 5 − 1   | 1    |
| Liechtenstein | 1−2     | 0−3     |               | 0 − 2 | 1 − 5   | 3    |

Grup B
|             | Albània | Azerbaidjan | Islàndia | Kosovo | V − D | Partits | Pos. |
| Albània     |         | 0−3         | 0−3      | 0−3    | 0 − 3 | 0 − 9   | 4    |
| Azerbaidjan | 3−0     |             | 3−0      | 1−2    | 2 − 1 | 7 − 2   | 2    |
| Islàndia    | 3−0     | 0−3         |          | 1−2    | 1 − 2 | 4 − 5   | 3    |
| Kosovo      | 3−0     | 2−1         | 2−1      |        | 3 − 0 | 7 − 2   | 1    |

Play-offs
| Ronda       | Equip A       | Resultat | Equip B     |
| ----------- | ------------- | -------- | ----------- |
| Ascens      | Armènia       | 0 − 2    | Azerbaidjan |
| Ascens      | Andorra       | 0 − 2    | Kosovo      |
| Cinquè/Sisè | Liechtenstein | 0 − 2    | Islàndia    |
| Setè        |               |          | Albània     |

## Grup V

### Sector Àfrica
Les eliminatòries es van disputar entre els dies 19 i 25 de juny de 2023 sobre terra batuda al Cercle de Kinshasa de Kinshasa (República Democràtica del Congo). Els equips es van dividir en quatre grups de tres equips, on els guanyadors de cada grup es van enfrontar en una eliminatòria per decidir els dos països que van ascendir al grup IV del sector africà.
Grup A
|          | Djibouti | Gabon | Tanzània | V − D | Partits | Pos. |
| Djibouti |          | 0−3   | 0−3      | 0 − 2 | 0 − 6   | 3    |
| Gabon    | 3−0      |       | 3−0      | 2 − 0 | 6 − 0   | 1    |
| Tanzània | 3−0      | 0−3   |          | 1 − 1 | 3 − 3   | 2    |

Grup B
|            | Lesotho | Madagascar | Uganda | V − D | Partits | Pos. |
| Lesotho    |         | 2−1        | 0−3    | 1 − 1 | 2 − 4   | 2    |
| Madagascar | 3−0     |            | 3−0    | 2 − 0 | 6 − 0   | 1    |
| Uganda     | 1−2     | 0−3        |        | 0 − 2 | 1 − 5   | 3    |

Grup C
|                | R.D. del Congo | Etiòpia | Maurici | V − D | Partits | Pos. |
| R.D. del Congo |                | 3−0     | 3−0     | 2 − 0 | 6 − 0   | 1    |
| Etiòpia        | 0−3            |         | 3−0     | 1 − 1 | 3 − 3   | 2    |
| Maurici        | 0−3            | 0−3     |         | 0 − 2 | 0 − 6   | 3    |

Grup D
|                | Burundi | Rep. del Congo | Seychelles | V − D | Partits | Pos. |
| Burundi        |         | 3−0            | 3−0        | 2 − 0 | 6 − 0   | 1    |
| Rep. del Congo | 0−3     |                | 3−0        | 1 − 1 | 3 − 3   | 2    |
| Seychelles     | 0−3     | 0−3            |            | 0 − 2 | 0 − 6   | 3    |

Play-offs
| Ronda       | Equip A    | Resultat | Equip B        |
| ----------- | ---------- | -------- | -------------- |
| Ascens      | Gabon      | 0 − 2    | Burundi        |
| Ascens      | Madagascar | 1 − 2    | R.D. del Congo |
| Cinquè/Sisè | Tanzània   | 0 − 2    | Rep. del Congo |
| Setè/Vuitè  | Lesotho    | 2 − 1    | Etiòpia        |
| Novè/Desè   | Uganda     | 0 − 2    | Maurici        |
| Onzè/Dotzè  | Djibouti   | 0 − 2    | Seychelles     |

### Sector Àsia/Oceania
Les eliminatòries es van disputar entre els dies 23 i 29 d'octubre de 2023 sobre pista dura al Polytchnic University d'Isa Town (Bahrain). Els equips es van dividir en tres grups de tres equips i un de quatre, on els guanyadors de cada grup es van enfrontar en una eliminatòria per decidir els dos països que van ascendir al grup IV del sector asiàtico-oceànic.
Grup A
|         | Bahrain | Bhutan | Myanmar | V − D | Partits | Pos. |
| Bahrain |         | 2−1    | 1−2     | 1 − 1 | 3 − 3   | 2    |
| Bhutan  | 1−2     |        | 0−3     | 0 − 2 | 1 − 5   | 3    |
| Myanmar | 2−1     | 3−0    |         | 2 − 0 | 5 − 1   | 1    |

Grup B
|       | Iemen | Nepal | Qatar | V − D | Partits | Pos. |
| Iemen |       | 1−2   | 0−3   | 0 − 2 | 1 − 5   | 3    |
| Nepal | 2−1   |       | 1−2   | 1 − 1 | 3 − 3   | 2    |
| Qatar | 3−0   | 2−1   |       | 2 − 0 | 5 − 1   | 1    |

Grup C
|            | Bangladesh | Maldives | Mongòlia | V − D | Partits | Pos. |
| Bangladesh |            | 1−2      | 0−3      | 0 − 2 | 1 − 5   | 3    |
| Maldives   | 2−1        |          | 1−2      | 1 − 1 | 3 − 3   | 2    |
| Mongòlia   | 3−0        | 2−1      |          | 2 − 0 | 5 − 1   | 1    |

Grup D
|             | Brunei | Laos | Macau | Tadjikistan | V − D | Partits | Pos. |
| Brunei      |        | 1−2  | 2−1   | 1−2         | 1 − 2 | 4 − 5   | 2    |
| Laos        | 2−1    |      | 3−0   | 3−0         | 3 − 0 | 8 − 1   | 1    |
| Macau       | 1−2    | 0−3  |       | 2−1         | 1 − 2 | 3 − 6   | 3    |
| Tadjikistan | 2−1    | 0−3  | 1−2   |             | 1 − 2 | 3 − 6   | 4    |

Play-offs
| Ronda        | Equip A | Resultat | Equip B     |
| ------------ | ------- | -------- | ----------- |
| Ascens       | Myanmar | 2 − 1    | Laos        |
| Ascens       | Qatar   | 3 − 0    | Mongòlia    |
| Cinquè/Vuitè | Bahrain | 2 − 1    | Brunei      |
| Cinquè/Vuitè | Nepal   | 3 − 0    | Maldives    |
| Novè/Dotzè   | Bhutan  | 1 − 2    | Macau       |
| Novè/Dotzè   | Iemen   | 3 − 0    | Bangladesh  |
| Tretzè       |         |          | Tadjikistan |

## Resum
| Grup         | Grup      | Països |
| ------------ | --------- | --- |
| Grup Mundial | Campió    | Itàlia |
| Grup Mundial | Finalista | Austràlia |
| Grup III     | Ascens    | Bolívia, Costa Rica, Estònia, Iran, Moldàvia, Pacific Oceania, Paraguai, Sud-àfrica, Togo, Vietnam, Xipre, Zimbàbue |
| Grup III     | Descens   | Algèria, Cambodja, Hondures, Malta, Panamà, San Marino, Senegal, Sri Lanka                                          |
| Grup IV      | Ascens    | Azerbaidjan, Ghana, Guatemala, Kosovo, Nigèria, Puerto Rico, Singapur, Síria                                        |
| Grup IV      | Descens   | Botswana, Guam, Moçambic, Turkmenistan                                                                              |
| Grup V       | Ascens    | Burundi, R.D. del Congo, Myanmar, Qatar                                                                             |